# Holunderschule
Die Holunderschule ist ein pädagogisches Konzept zur naturnahen Gestaltung von Schulhöfen und Spielplätzen von Kinderkrippen, Kindergärten und anderen Kinder- und Jugendeinrichtungen des Landschaftsgärtners Heinrich Benjes, ein Konzept, das es seit Mitte der 1990er Jahre gibt.
Im Kern geht es darum, Außenanlagen von Schulen, Kindertagesstätten und Jugendeinrichtungen nach den Bedürfnissen von Kindern und Jugendlichen zu gestalten. Fokus ist dabei, Kindern die natürliche Umwelt, welche Gefahr läuft, zivilisationsbedingt aus deren Erlebnisfeld zu verschwinden, verstärkt wieder nahe zu bringen, sie unter anderem in einer naturnahen Atmosphäre mit Pflanzen vertraut zu machen, etwa mit Sträuchern, Büschen und Hecken, insbesondere Möglichkeiten zum Klettern und zum Verstecken zu bieten. Streng geometrische Architekturformen werden zugunsten von Formbarkeit seitens kindlicher und jugendlicher Hände aufgelöst. Die kreativeren unter den Kindern und Jugendlichen sollen so emotional angesprochen werden. Ein wichtiges Gestaltungsmoment des Konzepts ist das spielende Kind, das mit allen Sinnen Entdecker, Forscher, Künstler, Träumer etc. sein darf.
Gemäß Weser-Kurier wurden bis September 2014 rund 1000 schulische Außenanlagen umgebaut; über 100 Pläne hat Heinrich Benjes eigenen Angaben zufolge selbst entworfen.
Zum Thema werden Vorträge, Workshops und Aktionstage angeboten; aber auch Geländebegehungen und Ausführungsplanungen gehören zum Angebot der nach diesem Konzept arbeitenden Landschaftsplaner. Für seine Ideen wurde Heinrich Benjes mit dem niedersächsischen Umweltpreis geehrt.
Die Idee der kindgerechten und naturnahen Gestaltung von Schulgeländen wurde bereits von Comenius im Jahre 1632 formuliert:
Die Schule selbst soll eine liebliche Stätte sein,
von außen und von innen ...